# 만리경 1호
만리경 1호(萬里鏡1號)는 조선민주주의인민공화국의 군사 정찰위성이다. 북한 최초의 군사정찰위성이며, 대한민국, 일본 및 미국을 정찰하는데 사용될 예정이다.

## 만리경 1-1호
북한은 지난해 11월 21일 첫 군사정찰위성 '만리경 1호' 발사에 성공했다. 북한의 정찰위성 발사는 우리 군의 정찰위성 1호기 발사가 이뤄진 12월 2일보다 열흘가량 먼저였다.
그러고 북한은 2024년 5월 27일 오후 10시 44분쯤 평안북도 철산군 동창리 일대에서 서해 남쪽 방향으로 군사정찰위성 '만리경 1-1호'를 발사했다. 그러나 발사 약 2분 뒤인 오후 10시 45분쯤 북측 해상에서 다수 파편으로 탐지돼 공중폭발한 것으로 합참은 평가하였다. 또한 조선중앙방송에서는 발사체를 만리경 2호가 아닌 '만리경-1-1호'로 명칭 하였다.
북한은 만리경 1호 이후 올해 정찰위성 3기를 더 쏘겠다고 예고했으며, 4월 1일에도 노동당 기관지 노동신문을 통해 유사한 언급을 했다.

## 같이 보기
- 한국형 군 정찰위성 1호기